# Centre for Research and Conservation
Het Centre for Research and Conservation is een onderzoekscentrum dat door de KMDA (Koninklijke Maatschappij voor Dierkunde Antwerpen) werd opgericht. Het heeft als doel voor de instandhouding van diersoorten en hun natuurlijke biotoop te zorgen. 
Wetenschappelijk onderzoek wordt voornamelijk verricht in de Antwerpse Zoo en in het dierenpark Planckendael.
Het CRC heeft ook op internationaal niveau enkele projecten:
- BioBrazil in Brazilië.
- Projet Grands Singes in Kameroen.

Het onderzoekscentrum krijgt subsidie van de Vlaamse Overheid en heeft al internationale erkenning gekregen voor hun werk. In 2006 kreeg het CRC de 'EAZA Research Award.' De wetenschapsprijs werd uitgereikt tijdens het Europese EAZA congres (European Association of Zoos and Aquaria) dat werd bijgewoond door vertegenwoordigers van meer dan 300 Europese dierentuinen. Voor de KMDA betekende de prijs de bekroning voor de jarenlange inzet van de CRC die onder meer baanbrekend werk heeft verricht in het wetenschappelijk onderzoek naar Bonobo's. 